# كارل هولمز
كارل هولمز (بالإنجليزية: Carl Holmes)‏ هو سياسي أمريكي، ولد في 19 أكتوبر 1940 في دودج سيتي في الولايات المتحدة. حزبياً، نشط في الحزب الجمهوري. وقد انتخب عضو مجلس نواب كنساس.